# 아누팜 케르
아누팜 케르(힌디어: अनुपम खेर, 1955년 3월 7일 ~ )는 인도의 배우이다.

## 출연 작품
- 신부와 편견